# Тамма
Тамма́ (устар. Тамга, якут. Тамма) — река в Мегино-Кангаласском и Хангаласском улусах Якутии, правый приток Лены.

## Описание
Длина с Кёнё-Дабан составляет 216 км, водосборная площадь — 4430 км².
Река берёт начало на Приленском плато, на крайнем юге Мегино-Кангаласского улуса, от слияния ручьёв Кёнё-Дабан и Илин-Дабан. Протекает большей частью по территории Мегино-Кангаласского улуса, но на одном из участков в среднем течении (около 6 км) служит границей между Мегино-Кангаласским и Хангаласским улусами (районами). Впадает в Хаптагайскую протоку Лены в районе села Хаптагай.
Тамма является самой крупной рекой Мегино-Кангаласского улуса, не считая Лены. Имеет несколько сравнительно крупных притоков, главный из которых река Хомпу (длина 123 км).
На реке Тамме расположены следующие населённые пункты: Даркылах (Чыамайыкинский наслег) и Хаптагай (чуть в стороне). Встречаются МТФ, летники, полевые станции, охотничьи зимовья, лесные деляны.

## Галерея

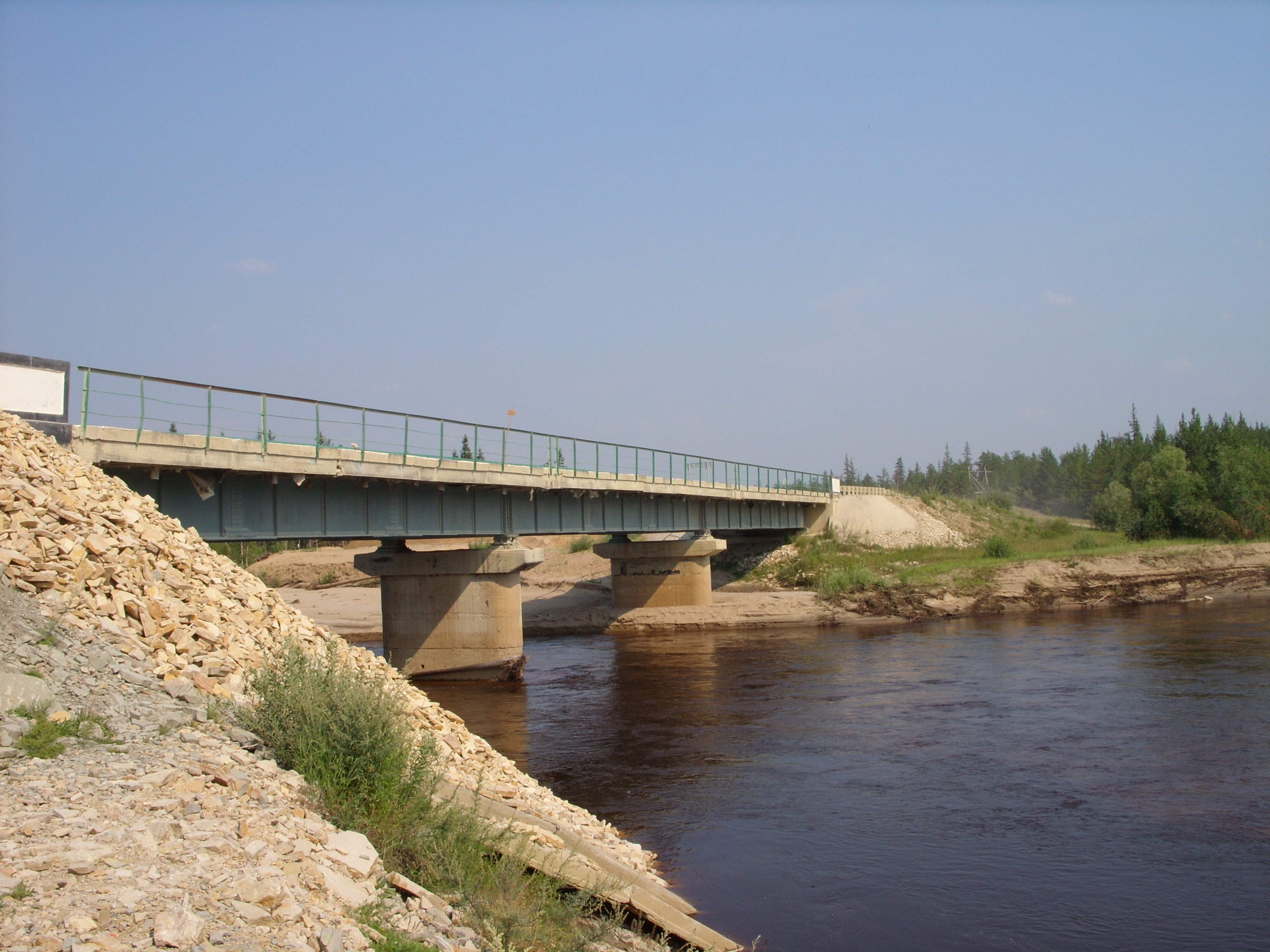
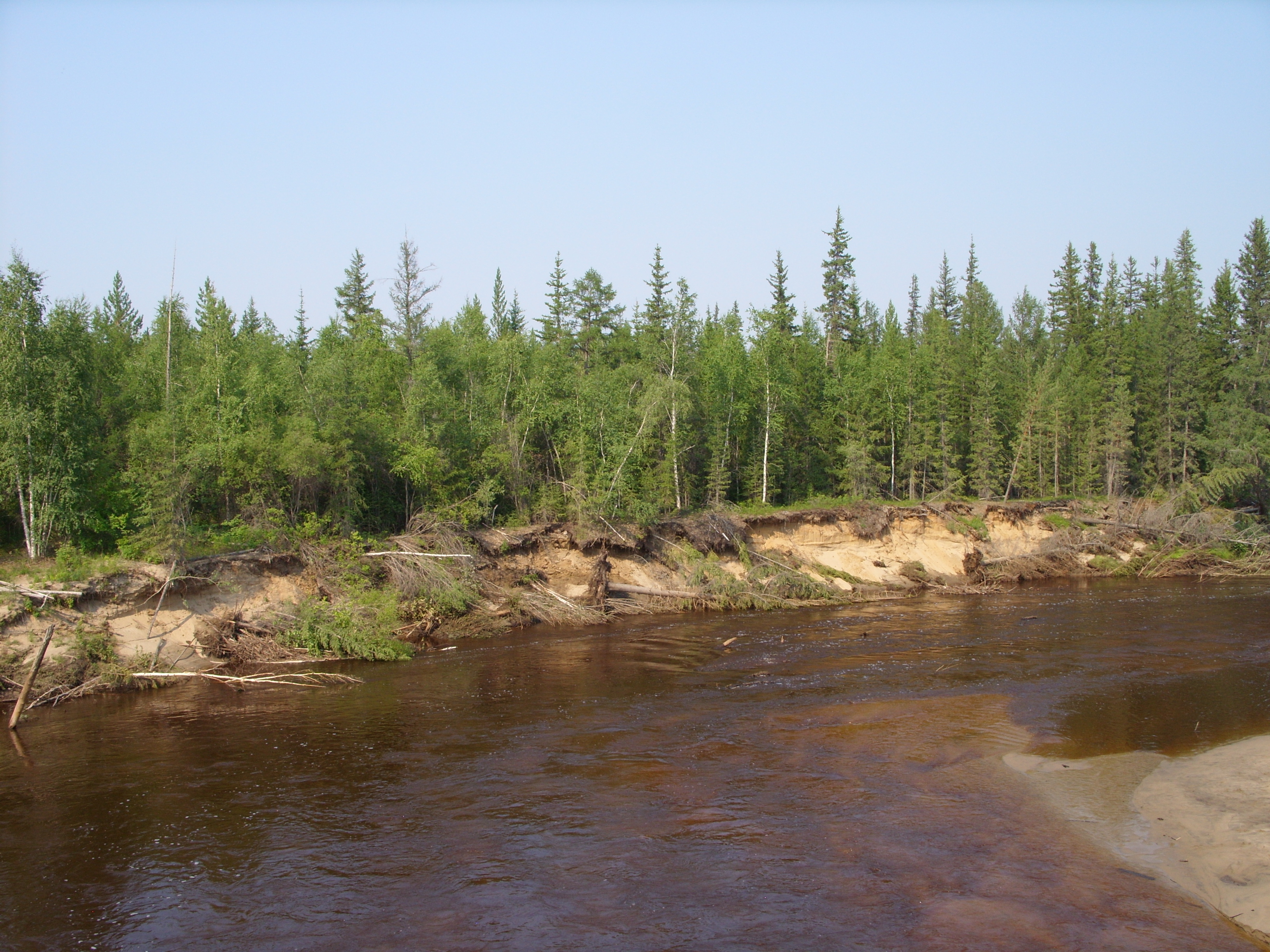
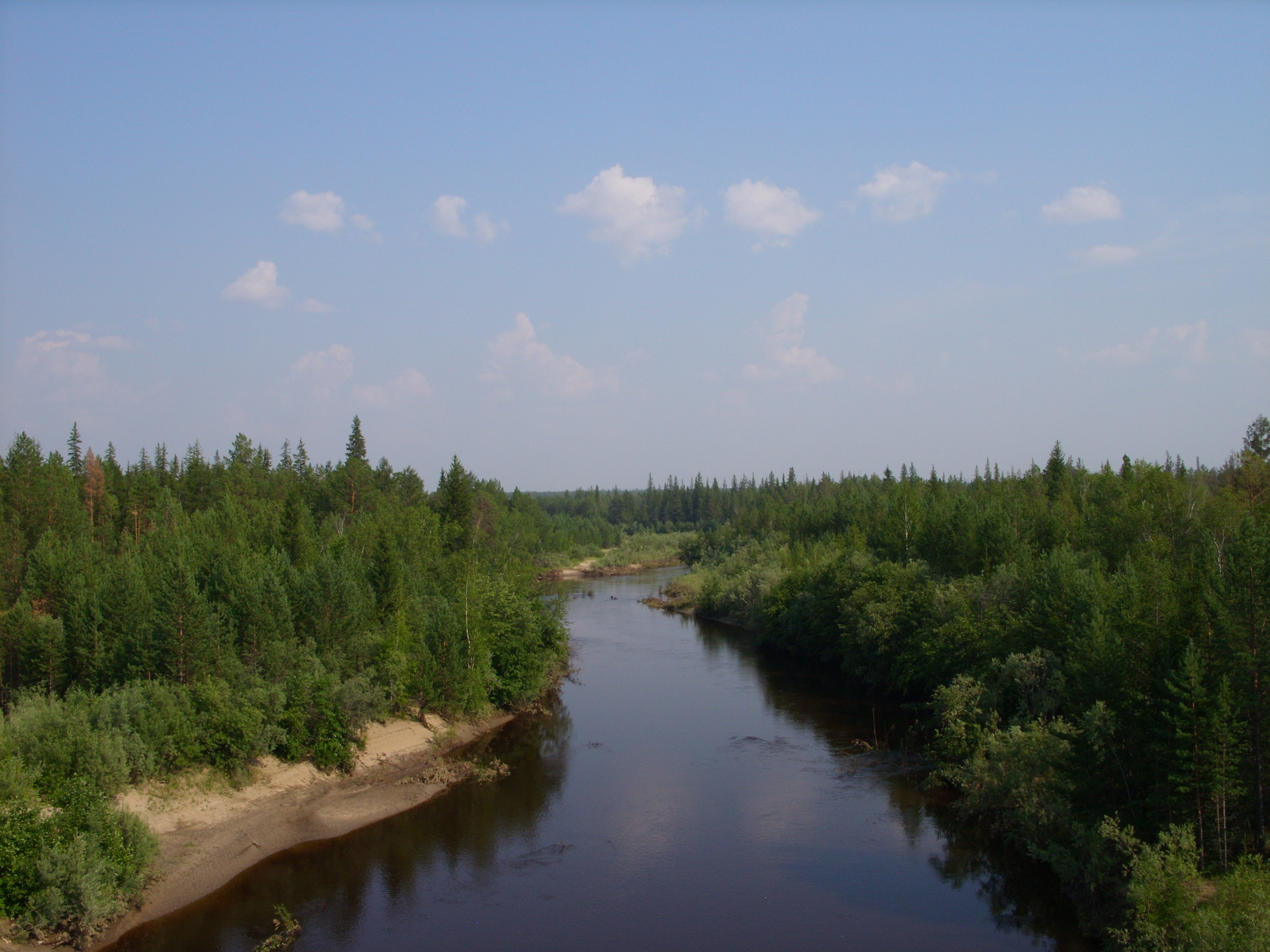
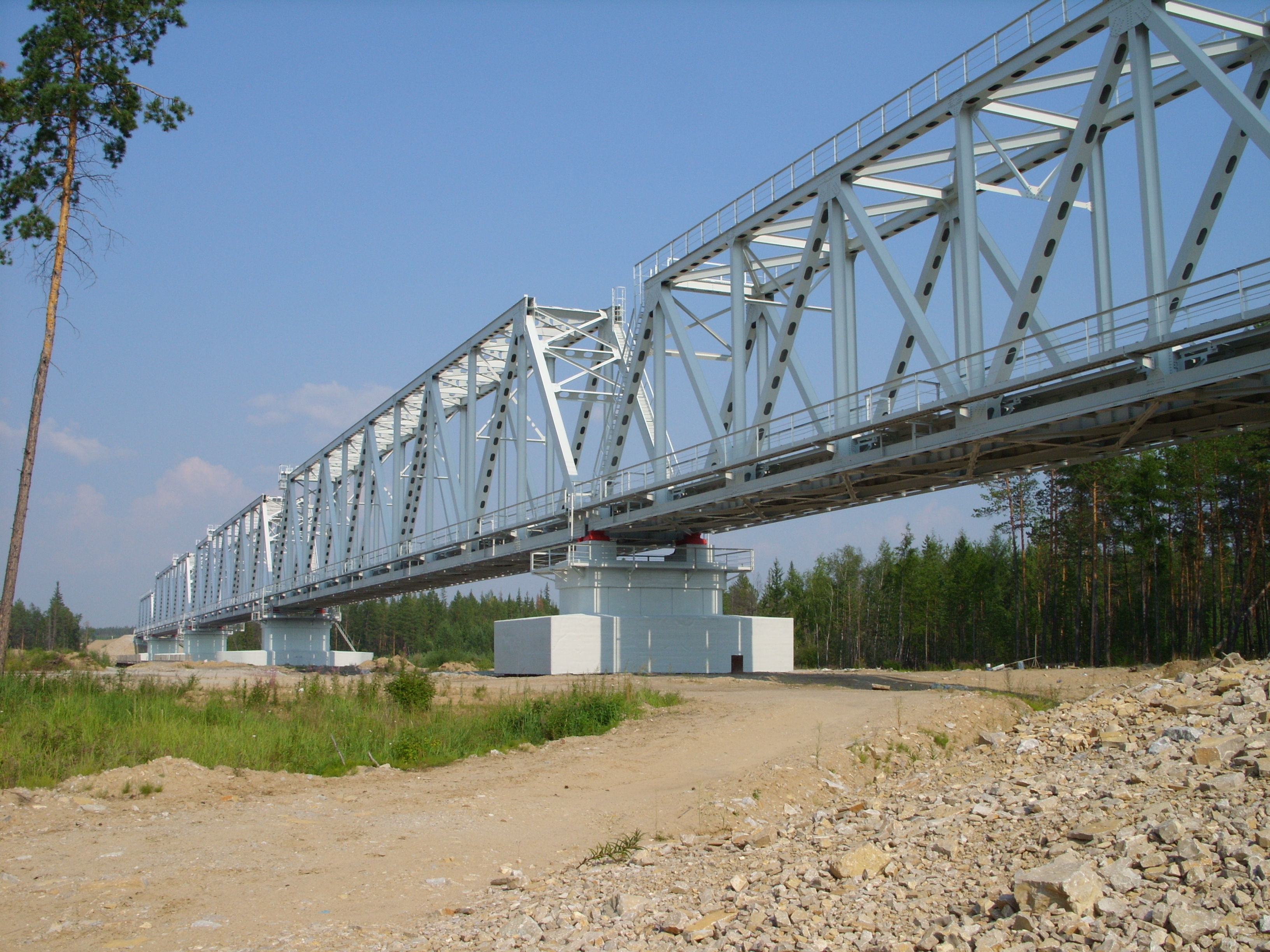